# Yoshiko Kawashima

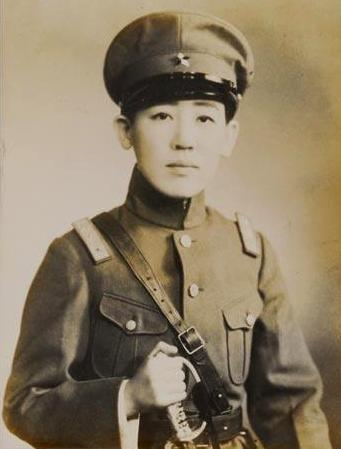
Yoshiko Kawashima amb uniforme de l'exèrcit de Manxukuo

Yoshiko Kawashima —東珍, que significa 'Perla d'Orient', nom de cortesia Dongzhen, 川島芳子, nom original xinès: Aisin Gioro Xianyu (愛新覺羅•顯玗— (24 de maig del 1907 - 25 de març de 1948).
La vida d'aquesta dona va ser excepcional: emparentada amb Pu Yi (de la dinastia Qing, el darrer emperador xinès), es va sentir més japonesa que xinesa, col·laborà activament en l'ocupació de la Xina i fou afusellada pel govern nacionalista del Kuomingtang per traïció.
Li agradava vestir d'home (preferentment amb uniforme militar). Yoshiko Kawashima era filla de Su, un príncep manxú que la va lliurar a una família japonesa. Al Japó va adquirir el cognom de Kawashima. Quan va complir quinze anys, l'avi adoptiu la va violar. Es va casar amb un príncep mongol seguint les indicacions de la diplomàcia secreta japonesa (tres anys més tard es divorciaven) i va servir com a espia a Xangai, on fou amant de Ryukichi Tanaka (responsable d'Afers militars i d'Intel·ligència a la zona) i col·laborà amb l'exèrcit Japonès de Kwantung i a consolidar el nou estat conegut per Manxukuo o Mengkukuo (ja no feien servir el nom de Manxúria), controlant l'emperador titella Pu Yi i ajudant a reprimir la resistència. Sembla que desitjava, però, la restauració de la dinastia Qing. Al final de la Segona Guerra Mundial fou abandonada per tots: pels ocupants japonesos que no se la van endur al Japó, pels xinesos que la consideraven una col·laboracionista i la seva família adoptiva (que es va negar a reconèixer que era ciutadana japonesa). Capturada pel Kuomingtang, fou executada després d'un judici, en què se la considerà xinesa i, per tant, acusada de traïdora.
Va tenir relacions sentimentals, a part de Tanaka, que retornà al Japó, després d'espiar per a Kenji Doihara, amb l'alt càrrec militar japonès Hayao Tada, que va ser assessor de Puyi i que va convèncer-lo que fos emperador del Manxukuo mitjançant Yoshiko.